# Ewolucja
Ewolucja – stopniowy proces zmian zachodzących w czasie.
Pojęcie może odnosić się:
- w biologii do ewolucji biologicznej
- w filozofii do ewolucjonizmu
- w astronomii do ewolucji gwiazdowej
- w kosmologii do ewolucji Wszechświata
- w naukach społecznych i historii do ewolucji społeczeństw
- w religioznawstwie do ewolucji wierzeń
- w psychologii do psychologii ewolucyjnej
- w językoznawstwie do ewolucji językowej.

Przeciwstawieniem ewolucji jest rewolucja.